# Molophilus sublictor
Molophilus sublictor är en tvåvingeart som beskrevs av Alexander 1939. Molophilus sublictor ingår i släktet Molophilus och familjen småharkrankar.
Artens utbredningsområde är Costa Rica. Inga underarter finns listade i Catalogue of Life.